# 114 Касандра
114 Касандра (лат. 114 Kassandra) је астероид главног астероидног појаса. Приближан пречник астероида је 99,65 km,
а средња удаљеност астероида од Сунца износи 2,677 астрономских јединица (АЈ).
Инклинација (нагиб) орбите у односу на раван еклиптике је 4,936 степени, а орбитални период износи 1599,918 дана (4,380 године). Ексцентрицитет орбите астероида износи 0,137.
Апсолутна магнитуда астероида износи 8,26 а геометријски албедо 0,088.
Астероид је откривен 23. јула 1871. године.